# Übergang (Reiten)
Der Übergang bezeichnet in der Reiterei den Wechsel von einer Gangart in eine andere oder den Wechsel „innerhalb einer Gangart“, den  Tempowechsel.
Beispiele für Gangartwechsel sind:
- Angaloppieren: Der Wechsel von Halt, Schritt oder Trab in den Galopp
- Antraben: Der Wechsel von Halt oder Schritt in den Trab
- Durchparieren: Der Wechsel von einer Gangart in eine langsamere Gangart bzw. zum Halten (Parieren)

Beispiele für Tempowechsel sind:
- der Wechsel vom Arbeitstrab zum versammelten Trab
- der Wechsel vom starken Galopp zum Mittelgalopp usw.